# ادواردو پیروتزی
ادواردو پیروتزی (انگلیسی: Edoardo Pierozzi؛ زادهٔ ۱۲ سپتامبر ۲۰۰۱) بازیکن فوتبال است.
وی همچنین در تیم‌های ملی فوتبال زیر ۱۸ سال ایتالیا و زیر ۱۹ سال ایتالیا بازی کرده‌است.